# Living Eyes (album Bee Gees)
Living Eyes – szesnasty studyjny album softrockowego, angielskiego zespołu Bee Gees, wydany
w październiku 1981 roku. jest to pierwszy album wydany na płycie CD.

## Lista utworów
| 1.  | Living Eyes                | 4:20  |
|     |                            |       |
| 2.  | He's a Liar                | 4:05  |
|     |                            |       |
| 3.  | Paradise                   | 4:21  |
|     |                            |       |
| 4.  | Don't Fall in Love with Me | 4:57  |
|     |                            |       |
| 5.  | Soldiers                   | 4:28  |
|     |                            |       |
| 6.  | I Still Love You           | 4:27  |
|     |                            |       |
| 7.  | Wildflower                 | 4:26  |
|     |                            |       |
| 8.  | Nothing Could Be Good      | 4:13  |
|     |                            |       |
| 9.  | Cryin' Everyday            | 4:05  |
|     |                            |       |
| 10. | Be Who You Are             | 6:42  |
|     |                            |       |
|     |                            | 46:04 |
|     |                            |       |
Wszystkie piosenki napisane przez braci Gibb, oprócz:

"Nothing Could Be Good" – bracia Gibb + A. Galuten

"Be Who You Are" – Barry Gibb

## Twórcy
- Barry Gibb – śpiew, gitara akustyczna
- Robin Gibb – śpiew
- Maurice Gibb – śpiew, gitara akustyczna
- Don Felder – gitara prowadząca
- Steve Gadd – perkusja
- Jeff Porcaro – perkusja